# Каприлес Радонски, Энрике
Энрике Каприлес Радонски (исп. Henrique Capriles Radonski; 11 июля 1972, Каракас, Венесуэла) — венесуэльский политик, бывший губернатор штата Миранда. Член партии Primero Justicia («За справедливость»).

## Ранние годы
Родился 11 июля 1972 года в Каракасе в семье католиков еврейского происхождения.
Изучал право в Католическом университете Андреса Бельо в Каракасе, где получил диплом юриста; специализировался на бизнес-праве. Изучал налоговое законодательство в Центральном университете Венесуэлы. Принимал участие в международных программах студенческого обмена, в частности, с Италией и США.

## Политическая карьера
Выходец из консервативной организации «Традиция, семья и частная собственность», в 1998 году был избран депутатом от Социал-христианской партии КОПЕЙ и стал самым молодым в истории страны спикером нижней палаты Национального конгресса Венесуэлы.
С 2000 до 2008 года был алькальдом (мэром) Баруты, муниципалитета Каракаса, избранным от партии «За справедливость». В 2002 году провел несколько месяцев в тюрьме по обвинению в бездействии при нападении противников Уго Чавеса на кубинское посольство, но был оправдан.
В 2008 году выдвинул свою кандидатуру на пост губернатора штата Миранда. В ноябре 2008 года Каприлес был избран новым губернатором Миранды, победив Диосдадо Кабельо.
16 декабря 2012 переизбран на пост губернатора штата Миранда на 2013—2017 годы.
Был кандидатом от либеральной оппозиции на выборах президента Венесуэлы, прошедших 7 октября 2012 года, и занял второе место после Уго Чавеса с результатом в более, чем 40 % голосов. После смерти Уго Чавеса в марте 2013 года вновь стал кандидатом от оппозиции на досрочных президентских выборах, прошедших 14 апреля 2013 года, заняв второе место, уступил исполнявшему обязанности президента после смерти Чавеса Н. Мадуро, набрав 49,1 % голосов.
В апреле 2017 года суд лишил Энрике Каприлеса права занимать государственные должности сроком на 15 лет. После региональных выборов в 2017 году, он прекратил свои полномочия на посту губернатора. Впоследствии заявил о своем намерении покинуть Круглый стол демократического единства в знак протеста против легитимации правительства Мадуро.

## Семья
- Мать — Моника Кристина Радонски Бохенек, происходит из еврейско-польской семьи, её семья приехала в Венесуэлу, спасаясь от Холокоста и Второй мировой войны.
- Отец — Энрике Каприлес Гарсия, родом из сефардско-еврейской семьи с острова Кюрасао. Обе семьи связаны с предпринимательским и производительским сектором страны, среди прочих можно назвать их участие в средствах массовой информации (газетная компания Кадена Каприлес), в индустрии развлечений (Синекс), в сфере оказания услуг и в секторе недвижимости.
- Дед со стороны матери был российским евреем, который после Первой мировой войны и последующей затем Гражданской войны перебрался из России в Польшу.